# Чагин, Константин Петрович
Константин Петрович Чагин (3 января 1913 ― 9 февраля 1986) ― советский учёный, паразитолог, доктор медицинских наук, профессор, директор Института медицинской паразитологии и тропической медицины им. Е. И. Марциновского Министерства здравоохранения СССР (1969—1979 гг.), полковник медицинской службы, член-корреспондент АМН СССР (с 1974 г.).

## Биография
Константин Петрович Чагин родился в 1913 году в деревне Мишутино Новоторжского уезда Тверской губернии в крестьянской семье. По окончании школы фабрично-заводского ученичества с 1931 по 1932 годы трудился слесарем на Ленинградском металлическом заводе им. И. В. Сталина.
В 1937 году завершил обучение в Военно-медицинской академии. Приступил к медицинской практике. С 1937 по 1939 годы врач стрелкового полка, а затем с 1939 по 1946 годы сотрудник Вирусной лаборатории. Участник многих экспедиций под руководством E.Н. Павловского. Изучал на Дальнем Востоке энцефалитов и геморрагического нефрозонефрита. Одним из практических результатов исследований стала разработка (совместно с Е. Н. Павловским и Г. С. Первомайским) средств защиты от кровососущих двукрылых и клещей, к числу которых принадлежит сетка Павловского.
Участник Великой Отечественной войны.
С 1946 по 1952 годы работал адъюнктом, а позже научным сотрудником кафедры общей биологии с паразитологией Военно-медицинской академии. С 1952 по 1969 годы трудился в должности начальника научно-исследовательского отдела НИИ.
С 1969 по 1979 годы был назначен и выполнял обязанности директора Института медицинской паразитологии и тропической медицины им. Е. И. Марциновского Министерства здравоохранения СССР. С 1979 года работал в должности старшего научного сотрудника ВНИИ биологического приборостроения Министерства медицинской и микробиологической промышленности СССР.
Член ВКП (б) с 1937 года.
Является автором более 120 научных работ, которые в основном посвящены паразитологии и эпидемиологии трансмиссивных природно-очаговых болезней, экологии переносчиков и обоснованию рациональных мер борьбы с ними. Глубоко изучал вопросы разработки и внедрения мер профилактики энцефалитов, а также уделял внимание проблеме эпидемиологии малярии и других трансмиссивных заболеваний. Один из руководителей создания биологического оружия в СССР.
Активный участник медицинского сообщества. Избирался председателем союзной проблемной комиссии «Паразитарные болезни человека и их профилактика» АМН СССР (1971—1978), был членом бюро Отделения гигиены, микробиологии и эпидемиологии АМН СССР (1974—1980) и президиума Ученого медицинского совета министерства здравоохранения СССР (1971—1978). Являлся редактором редакционного отдела «Эпидемиология. Инфекционные и паразитарные болезни» Большой медицинской энциклопедии; с 1972 по 1979 годы был главным редактором журнала «Медицинская паразитология и паразитарные болезни».
Умер в 1986 году в Москве. Похоронен на Кунцевском кладбище.

## Награды
Награждён государственными наградами:
- Орден Отечественной войны II степени;
- Орден Красного Знамени;
- три ордена Красной Звезды;
- другими медалями

## Научная деятельность
Труды, монографии:
- Чагин К. П. Причины сезонности и неравномерности эпидемий осеннего (японского) энцефалита в Приморском крае и возможность построения эпидемического прогноза на сезон, Журнал микробиологии, эпидемиологии и иммунобиологии, № 3, с. 73, № 12, с. 54, 1946;
- Чагин К. П. Гнус (кровососущие двукрылые), его значение и меры борьбы, JI., 1951;
- Чагин К. П. Изучение действия антибиотиков из группы стрептотрицина на кровососущих комаров, Медицинская паразитология, т. 44, № 2, с. 195, № 5, с. 580, 1975, т. 45, № 2, с. 209, № 3, с. 340, 1976;
- Чагин К. П. Проблема завоза малярии из-за рубежа в СССР, Медицинская паразитология, т. 45, № 4, с. 396, 1976 (совм. с др.);
- Чагин К. П. Основные направления и перспективы научных исследований по медицинской паразитологии на 1976—1980 гг., Медицинская паразитология, т. 46, № 1, с. 3, 1977;
- Чагин К. П. Состояние и перспективы научных исследований по иммунологии паразитарных болезней, Медицинская паразитология, т. 47, № 6, с. 10, 1978.